# Château de Carrickfergus
Le château de Carrickfergus est une forteresse médiévale de style normand érigée à Carrickfergus en 1177, sur la rive nord de Belfast Lough, dans le comté d'Antrim.
Tour à tour assiégé par les Écossais, les Irlandais, les Anglais et les Français, ce château, qui a joué un rôle militaire important jusqu’en 1928, reste une des structures médiévales les mieux conservées en Irlande. Construit et reconstruit trois fois, il est encore debout. Les 3/4 d’eau entourant son périmètre conféraient une utilité stratégique à ce château, qui est à l’heure actuelle, il est entretenu par la Northern Ireland Environment Agency comme monument historique à la garde de l’État.

## Origines
Carrickfergus a été construit en 1177 comme quartier général par John de Courcy, après avoir conquis l'est de l'Ulster en 1177 qu’il gouverna jusqu’en 1204 jusqu’à son éviction par Hugues de Lacy, un autre normand aventurier. À l’origine, John de Courcy avait construit la salle intérieure, une petite motte castrale à la fin du promontoire avec un haut mur-rideau polygonal et une barrière à l’est. Il comprenait un certain nombre de bâtiments, y compris la grande salle. De sa position stratégique sur un promontoire rocheux, presque entièrement entouré à l’origine par la mer, ce château contrôlait la baie de Carrickfergus Bay, et les approches par terre dans la ville fortifiée qui s’est développée dans ses parages.

## Contrôle anglais
Le château de Carrickfergus apparaît pour la première fois dans les documents officiels anglais en 1210 lorsque le roi Jean mit le siège devant lui et prit le contrôle de ce qui était alors la première garnison stratégique d’Ulster. Après sa capture, des agents furent nommés pour diriger le château et la région environnante. En 1217, le nouveau connétable, De Serlane, reçut cent livres pour construire un nouveau mur-rideau visant à protéger l’approche le long de la roche, ainsi que l’approches à l’est sur le sable découvert à marée basse. Le mur-rideau de la salle du milieu fut réduite par la suite au niveau du sol au XVIIIe siècle, sauf le long de la côte, où il subsiste avec à une poterne et la tour est, remarquable par une large série de boucles en arbalète au sous-sol.
La double fenêtre de style roman d’une salle au premier étage de la tour laisse supposer qu’elle aurait été la chapelle du château, quoique la chapelle d’origine ait dû se trouver dans la salle intérieure. La voûte d’ogives sur le passage d’entrée, l’assommoir et la herse massive à chaque extrémité de la guérite sont des ajouts postérieurs d’Hugues de Lacy qui, mort en 1248, ne put voir leur achèvement vers 1250 par le roi Henri III.
Après l’effondrement du comté d’Ulster en 1333, le château demeura le principal centre résidentiel et administratif de la couronne anglaise dans le nord de l’Irlande. Au cours des premières phases de la guerre de neuf ans (1595-1603), où l’influence anglaise dans le nord est devenu précaire, les forces de la Couronne furent approvisionnées et entretenues au travers du port de la ville. En 1597, la campagne environnante fut le théâtre de la bataille de Carrickfergus.
Au cours des XVIe et XVIIe siècles, un certain nombre d’améliorations furent apportées pour tenir compte de l’artillerie, notamment des ouvertures tournées vers l’extérieur et des embrasures pour les canons, toutes améliorations qui n’empêchèrent pas le château d’être attaqué et capturé à plusieurs reprises durant cette période. En 1690, le maréchal Schomberg assiégea et le prit le château. C’est également l’endroit où le chef de Schomberg, le roi Guillaume d'Orange-Nassau prit pied pour la première fois en Irlande le 14 juin 1690.

## Usage ultérieur

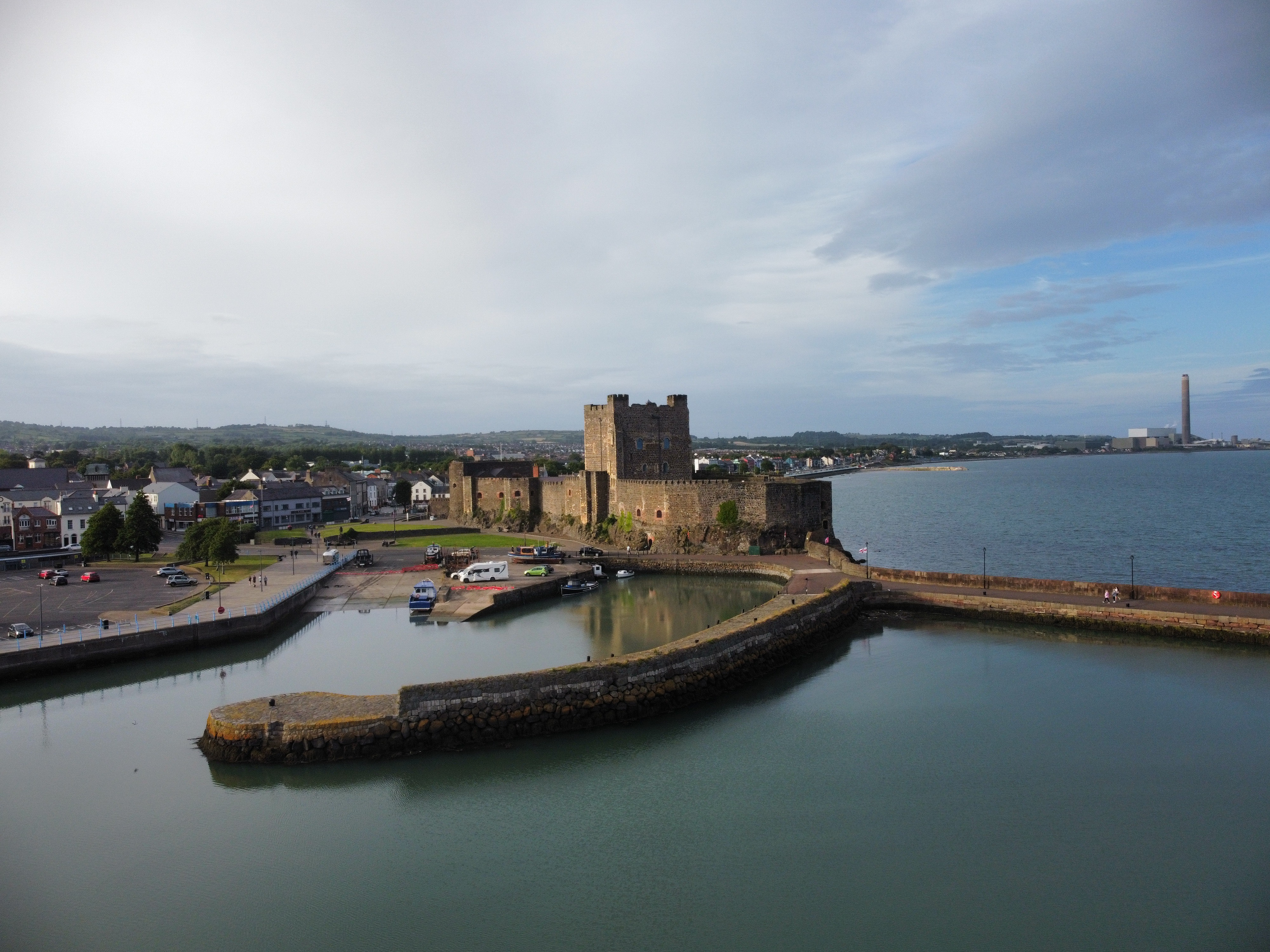
Situation du château.

En 1760, après de violents combats dans la ville, le château fut remis aux envahisseurs français commandés par le corsaire français François Thurot, qui pillèrent le château et la ville, avant de décamper puis d’être capturés par la Royal Navy. En 1778, un événement modeste mais significatif de la guerre d’Indépendance américaine eut lieu à Carrickfergus, lorsque John Paul Jones, face à la réticence de son équipage à s’approcher trop près du château, leurra un navire de la Royal Navy à quitter ses amarres dans le nord de la Manche dans une bataille qu’il remporta en une heure. En 1797, le château, qui avait été utilisé à plusieurs reprises pour loger des prisonniers de guerre, fut transformé en prison et fortement défendu au cours des guerres napoléoniennes ; six des vingt-deux canons de batterie qui ont été utilisés en 1811 s’y trouvent encore.
Le château de Carrickfergus a servi d’entrepôt et d’arsenal pendant un siècle. Il a servi de garnison et de dépôt de munitions au cours de la Première Guerre mondiale et, pendant la Seconde Guerre mondiale, il a été utilisé comme abri anti-aérien.
Le château de Carrickfergus a été en garnison sans interruption pendant environ 750 ans, jusqu’en 1928, lorsque la propriété a été transférée de l’armée britannique au nouveau gouvernement d’Irlande du Nord pour être conservé comme monument ancien. Il reste ouvert au public. La salle de banquet a été entièrement restaurée et de nombreuses expositions montrent ce qu’était la vie à l’époque médiévale.